# نجالال بال
نجالال بال (بالإنجليزية: Negalalbal)‏ زوجة الإله العجوز العملاق «بیام» في أساطير استراليا، وهي أم الإله الخالق.